# リビアの元首一覧
リビアの元首（リビアのげんしゅ）は、リビアの元首である。

## 概要
1969年クーデターによって王政が打倒され、共和政に移行した。共和政移行後の国号はリビア・アラブ共和国（1969年 - 1977年）、社会主義リビア・アラブ・ジャマーヒリーヤ国（1977年 - 1986年）、大リビア・アラブ社会主義人民ジャマーヒリーヤ国（1986年 - 2011年）、リビア（2011年 - 現在）と変遷した。
大リビア・アラブ社会主義人民ジャマーヒリーヤ国の最高指導者及び革命指導者が大リビアの事実上の最高指導者であった。ムアンマル・アル＝カッザーフィーがその地位を独占していた。
2014年9月にトブルクの代議院（HoR）を正統な議会として認めない反政府組織「リビアの夜明け」が組織されて新国民議会（new GNC）を設置し、一方の代議院もヌーリー・サハマインを引き続き議長としたため、リビアは事実上の二重政府状態となった。両者は国際社会からの後押しもありファイズ・サラージを首班とする統一政府「国民合意政府」（GNA）を樹立することで合意し、2016年4月5日に国民議会はサラージを議長とする大統領評議会に権限を移譲するとした。ただし、もう一方の代議院は国民合意政府を承認しなかった。国民議会も2016年10月に国民合意政府に対しクーデターを画策し復活するなど、複数の勢力によるリビア分断が続いた。
2021年2月にスイスのジュネーヴにて会合が開かれた国連主導のリビア政治対話フォーラムにおいて、12月の選挙まで暫定的に大統領評議会議長をムハンマド・アル＝メンフィ、首相をアブドゥルハミード・ドベイバとすることで合意し、3月10日にトブルクの代議院がドベイバを首班とする暫定政権の閣僚人事を賛成多数で承認。トリポリの大統領評議会側も新政権への権限移譲に同意し、3月15日に暫定統一政権が発足した。しかし2021年12月予定の大統領選挙は投票規則などを巡って各陣営が対立したことでドベイバは選挙を実施できず、トブルク代議院は独自の首相を選出し、リビアは再び二重政府状態に突入。2024年8月13日には大統領評議会の任務に終止符を打つことを決定し、大統領評議会に代わる軍司令官にアグイラ・サーレハ・イーサ代議院議長を指名するなど、リビアの分断は続いている。

## 元首の一覧
| リビア王国 (1951-1969)                                     | |                              |                              |                             |                                       |              |                          |
| 国王                                                       | |                              |                              |                             |                                       |              |                          |
| 代                                                         | 国王                                                                                                | 国王                         | 出身家                       | 出身家                      | 在位期間                              | 在位期間     | 備考                     |
| 001                                                        | イドリース1世 إدريس الأول Idris I                                                                   |                              | サヌーシー家                 | サヌーシー家                | 1951年12月24日 - 1969年9月1日         | 17年 + 251日 | 廃位                     |
| リビア・アラブ共和国 (1969-1977)                           | |                              |                              |                             |                                       |              |                          |
| 革命指導評議会議長                                         | |                              |                              |                             |                                       |              |                          |
| 代                                                         | 議長                                                                                                | 議長                         | 所属政党                     | 期                          | 在任期間                              | 在任期間     | 備考                     |
| 002                                                        | ムアンマル・アル＝カッザーフィー مُعَمَّر القَذَّافِي muʿammar ʾabū minyār al-qaḏḏāfī                       |                              | 無所属 （軍人）              | －                          | 1969年9月1日 - 1971年6月11日          | 7年 + 182日  |                          |
| 0(2)                                                       | ムアンマル・アル＝カッザーフィー مُعَمَّر القَذَّافِي muʿammar ʾabū minyār al-qaḏḏāfī                       | アラブ社会主義同盟           | 1971年6月11日 - 1977年3月2日 | －                          | 新党結成                              | 7年 + 182日  |                          |
| 大リビア・アラブ社会主義人民ジャマーヒリーヤ国 (1977-2011) | |                              |                              |                             |                                       |              |                          |
| 最高指導者・革命指導者                                     | |                              |                              |                             |                                       |              |                          |
| 代                                                         | 指導者                                                                                              | 指導者                       | 所属政党                     | 期                          | 在任期間                              | 在任期間     | 備考                     |
| 0(2)                                                       | ムアンマル・アル＝カッザーフィー مُعَمَّر القَذَّافِي muʿammar ʾabū minyār al-qaḏḏāfī                       |                              | 無所属                       | －                          | 1977年3月2日 - 2011年8月23日          | 34年 + 174日 | 事実上の元首在任中に逃亡 |
| 全国人民会議書記長                                         | |                              |                              |                             |                                       |              |                          |
| 代                                                         | 書記長                                                                                              | 書記長                       | 所属政党                     | 期                          | 在任期間                              | 在任期間     | 備考                     |
| 0(2)                                                       | ムアンマル・アル＝カッザーフィー مُعَمَّر القَذَّافِي muʿammar ʾabū minyār al-qaḏḏāfī                       |                              | 無所属                       | －                          | 1977年3月2日 - 1979年3月2日           | 2年 + 0日    | 任期満了前に辞任         |
| 003                                                        | アブドゥル・アティ・アル・オバイディ عبد العاطي العبيدي Abdul Ati al-Obeidi                         |                              | 無所属                       | －                          | 1979年3月2日 - 1981年1月7日           | 1年 + 311日  |                          |
| 004                                                        | ムハンマド・アル・ザルーク・ラジャブ محمد الزروق رجب Muhammad az-Zaruq Rajab                        |                              | 無所属                       | －                          | 1981年1月7日 - 1984年2月15日          | 3年 + 39日   |                          |
| 005                                                        | ミフタ・アル・ウスタ・ウマル محمد الزروق رجب Mifta al-Usta Umar                                     |                              | 無所属                       | －                          | 1984年2月15日 - 1990年10月7日         | 6年 + 234日  |                          |
| 006                                                        | アブドゥル・ラザク・アル・ソサー عبد الرزاق الصوصاع Abdul Razzaq as-Sawsa                           |                              | 無所属                       | －                          | 1990年10月7日 - 1992年1月18日         | 1年 + 103日  |                          |
| 007                                                        | ムハンマド・エル・ザナティ الزناتي إمحمد الزناتي Muhammad az-Zanati                                 |                              | 無所属                       | －                          | 1992年1月18日 - 2008年3月3日          | 16年 + 44日  |                          |
| 008                                                        | ミフタ・ムハンマド・ケバ مفتاح محمد كعيبة Miftah Muhammed K'eba                                     |                              | 無所属                       | －                          | 2008年3月3日 - 2009年3月5日           | 1年 + 2日    |                          |
| 009                                                        | インバレク・シャメク امبارك عبدالله الشامخ Imbarek Shamekh                                          |                              | 無所属                       | －                          | 2009年3月5日 - 2010年1月26日          | 327日        |                          |
| 010                                                        | ムハンマド・アブー・アル＝カーシム・アル＝ズワイ محمد أبو القاسم الزوي Mohamed Abu al-Qasim al-Zwai |                              | 無所属                       | －                          | 2010年1月26日 - 2011年8月23日         | 1年 + 209日  |                          |
| リビア (2011-現職)                                         | |                              |                              |                             |                                       |              |                          |
| 国民評議会 議長                                            | |                              |                              |                             |                                       |              |                          |
| 代                                                         | 議長                                                                                                | 議長                         | 所属政党                     | 期                          | 在任期間                              | 在任期間     | 備考                     |
| (11)                                                       | ムスタファー・アブドルジャリール مصطفى عبد الجليل Muṣṭafā Muhammad Abd Al-Jalīl                     |                              | 無所属                       | －                          | 2011年3月5日 - 2012年8月8日           | 1年 + 156日  | 在任中に辞任             |
| 国民議会議長                                               | |                              |                              |                             |                                       |              |                          |
| 代                                                         | 議長                                                                                                | 議長                         | 所属政党                     | 期                          | 在任期間                              | 在任期間     | 備考                     |
| 0－                                                        | ムハンマド・アリー・サリーム محمد علي سليم Mohammed Ali Salim                                       |                              | 無所属                       | －                          | 2012年8月8日 - 2012年8月9日           | 1日          | 暫定元首 （暫定議長）    |
| 012                                                        | ムハンマド・ユースフ・エル＝マガリエフ محمد يوسف المقريف Mohammed Yousef el-Magariaf                |                              | 国民戦線党                   | －                          | 2012年8月9日 - 2013年5月28日          | 292日        | 在任中に辞任             |
| 0－                                                        | ジュマ・アハメド・アティガ جمعة أحمد عتيقة Giuma Ahmed Atigha                                       |                              | 無所属                       | －                          | 2013年5月28日 - 2013年6月25日         | 28日         | 暫定元首 （暫定議長）    |
| 013                                                        | ヌーリー・サハマイン نوري سهمين Nouri Abusahmain                                                    |                              | 無所属                       | －                          | 2013年6月25日 - 2014年8月4日          | 2年 + 285日  |                          |
| 0－                                                        | ヌーリー・サハマイン نوري سهمين Nouri Abusahmain                                                    | -                            | 無所属                       | 2014年8月4日 - 2016年4月5日 | 暫定元首 （トリポリ政府議長）権限移譲 | 2年 + 285日  |                          |
| 代議院議長                                                 | |                              |                              |                             |                                       |              |                          |
| 代                                                         | 議長                                                                                                | 議長                         | 所属政党                     | 期                          | 在任期間                              | 在任期間     | 備考                     |
| 0－                                                        | アブ・バクル・バイラ أبوبكر بعيرة Abu Bakr Baira                                                    |                              | 無所属                       | －                          | 2014年8月4日 - 2014年8月5日           | 1日          | 暫定元首 （議長代行）    |
| 014                                                        | アグイラ・サーレハ・イッサ عقيلة صالح عيسى Aguila Saleh Issa                                        |                              | 無所属                       | －                          | 2014年8月5日 - 2016年4月1日           | 6年 + 217日  |                          |
| 0－                                                        | アグイラ・サーレハ・イッサ عقيلة صالح عيسى Aguila Saleh Issa                                        | 2016年4月1日 - 2021年3月10日 | 無所属                       | －                          | 自称                                  | 6年 + 217日  |                          |
| 大統領評議会議長                                           | |                              |                              |                             |                                       |              |                          |
| 代                                                         | 議長                                                                                                | 議長                         | 所属政党                     | 期                          | 在任期間                              | 在任期間     | 備考                     |
| 015                                                        | ファイズ・サラージ فايز سراج Fayez al-Sarraj                                                        |                              | 無所属                       | －                          | 2016年4月1日 - 2021年3月10日          | 4年 + 343日  |                          |
| 016                                                        | ムハンマド・アル＝メンフィ محمد يونس المنفي Mohamed al-Menfi                                        |                              | 無所属                       | －                          | 2021年3月10日 - （現職）              | 4年 + 2日    |                          |